# Jing Haipeng
Jing Haipeng (né en 1966) est un pilote de chasse chinois sélectionné pour participer au programme Shenzhou. Il a été sélectionné comme astronaute en 1998 et a effectué quatre vols dans l'espace.

## Enfance et Etudes
Jing Haipeng est né le 24 octobre 1966 dans le village de Dongyangjiazhuo (东杨家卓村) de l'ancienne commune populaire d'Anyi (安邑公社), dans l'arrondissement de Yanhu de Yuncheng, tout au sud de la province du Shanxi, au centre de la Chine. Son père Jing Kaoxi (景靠喜) et sa mère Wang Zhenling (王珍玲) étaient de vieux agriculteurs qui espéraient que leur fils, l'aîné d'une fratrie de trois, aurait un jour une vie meilleure. Dès son adolescence, Jing Haipeng avait rêvé de devenir pilote. Lorsque l'armée de l'air a recruté des aspirants pilots au lycée Anyi (安邑中学) en 1984, il s'est porté volontaire, mais a ensuite échoué à l'examen physique de recrutement - il avait les yeux injectés de sang à cause de la préparation du baccalauréat. Jing Haipeng, qui était en fait un bon sportif - il faisait partie de l'équipe de basket-ball de son école - l'a pris très à cœur et n'a plus quitté la maison, ce qui l'a empêché d'obtenir son baccalauréat.
Après la dissolution de la commune populaire en octobre 1983, son père ne disposait pas des revenus nécessaires pour envoyer les trois enfants à l'école et il aurait aimé que son fils aîné exerce désormais une activité professionnelle. L'électricien du village l'a cependant convaincu de laisser Haipeng aller à l'école pendant encore un an. Jing Haipeng passa au lycée Xiezhou (解州中学) de Yanhu L'année suivante, alors qu'il était à nouveau sur le point de passer son baccalauréat, des officiers de la 2e école de l'armée de l'air chinoise de Baoding vinrent au lycée pour recruter des pilotes. Jing Haipeng s'est à nouveau porté volontaire. Cette fois-ci, non seulement ses parents s'y sont opposés, mais son directeur de classe lui a également recommandé d'aller plutôt dans une université régulière, compte tenu de ses bons résultats scolaires. Jing Haipeng s'est cependant rendu en secret au centre de recrutement de la base aérienne de Yuncheng. Cette fois, il a passé tous les examens et a été enrôlé dans l'Armée populaire de libération à Baoding en juin 1985, en compagnie de son futur collègue astronaute Zhang Xiaoguang.

## Carrière militaire
Après avoir terminé une formation de base de trois ans, il a rejoint en 1988 la 12e Académie de pilotage de l'armée de l'air (空军第十二飞行学院), dont le siège était à Linfen. Jing Haipeng a toutefois rejoint le régiment d'instruction 1 de l'Académie, basé à Yuncheng, où il a commencé sa formation au pilotage sur un avion d'entraînement à hélice de type Nanchang CJ-6 (初教6). Parallèlement, il devait apprendre à nager, chose qu'il n'avait pas eu l'occasion de faire dans le Shanxi rural et très sec. Jing Haipeng est rapidement devenu chef de groupe dans son escadron de formation. Il a été l'un des premiers de sa promotion (48 candidats pilotes dans quatre escadrons) à être autorisé à voler seul. Après l'obtention de son diplôme en 1990, la direction de l'école a proposé qu'il reste à l'académie en tant qu'instructeur. Cependant, Jing Haipeng voulait devenir pilote de jet et a encore suivi une formation d'un an sur l'avion biplace d'entraînement MiG-15UTI. Il a ensuite été muté à Wuxi en juin 1991, où il a piloté l'avion de chasse Shenyang J-6[2]. Le 7 novembre 1993, il a épousé à Wuxi la militaire Zhang Ping (张萍)[3], et leur fils Jing Yufei (景宇飞, "pilote de l'espace") est né en août 1997,.

## Après le recrutement comme astronaute
De mars 2007 à janvier 2010, il suit un master en ingénierie au département d'aéronautique et d'astronautique de l'université de Tsinghua.
Il effectue sa première mission sur Shenzhou 7, qui décolle le 25 septembre 2008. Le vol ne dure que deux jours mais trois hommes en font partie et l'un d'entre eux effectue la première activité extra véhiculaire d'un Chinois dans l'espace, en l'occurrence le commandant de la mission, Zhai Zhigang. Le troisième occupant, Liu Bioming, ne sort le corps qu'à moitié du vaisseau.
Il commande ensuite la mission Shenzhou 9, qui décolle le 16 juin 2012 avec Liu Wang et Liu Yang à ses côtés. Ils rejoignent la station spatiale Tiangong 1, à laquelle Shenzhou 8, inhabité, s'était amarré en novembre 2011 mais qu'ils sont les premiers à occuper et que l'équipage de Shenzhou 10 rejoindra à nouveau en juin 2013. Il devient ainsi le premier chinois à voler deux fois dans l'espace.
Parallèlement à sa formation de spationaute, Jing Haipeng étudie de 2013 à 2018 à l'Académie d'électronique et de technologie de l'information de l'Université Jiaotong de Xi'an, où il obtient son doctorat en septembre 2018.
Il décolle à nouveau le 17 octobre 2016 en compagnie de Chen Dong pour la mission Shenzhou 11 à destination de la station spatiale Tiangong 2 dont ils forment le seul équipage. La mission dure un mois.
Il devient alors le premier chinois à voler trois fois dans l'espace. Après l'atterrissage, Jing Haipeng a détenu le record du temps cumulé dans l'espace par un citoyen chinois avec 47 jours jusqu'en 2021, lorsque Nie Haisheng a accumulé 111 jours après la mission Shenzhou 12.
En 2019, il devient commandant adjoint du 82e groupe de l'Armée populaire de libération.
À partir du 1er décembre 2021, Jing Haipeng, âgé de 55 ans, a réintégré le Corps des astronautes chinois, mais il n'est plus éligible au vol. A la place, il a succède à Nie Haisheng au poste de commandant du corps des spationautes. Depuis 2022, il est également représentant adjoint du corps des astronautes auprès du Bureau des vols habités.
Il commande la mission Shenzhou 16, lancée le 30 mai 2023 vers la Station Spatiale Chinoise.

## Décorations
En juillet 2017, le président Xi Jinping a décerné à Jing l'Ordre du Premier Août, la plus haute distinction militaire de la République populaire de Chine.
En novembre 2021, il est élu modèle national de dévouement, le huitième modèle moral national de la Chine.